# Calle de la Princesa (Barcelona)
La calle de la Princesa (en catalán y oficialmente carrer de la Princesa) está situada en el distrito de Ciutat Vella de Barcelona, España. Discurre de sudoeste a nordeste entre la Vía Layetana y el Paseo de Picasso, formando un eje que continúa hasta La Rambla con las calles de Jaime I y de Fernando. 

## Toponimia

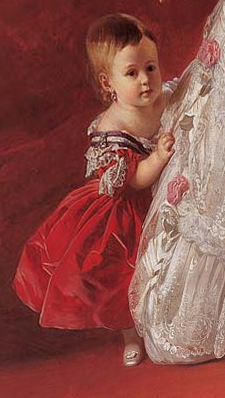
La princesa Isabel de Borbón dio nombre a la calle

El nombre de la calle fue dado en honor a la infanta Isabel de Borbón y Borbón, hija de Isabel II y princesa de Asturias, nacida en 1851, dos años antes de la inauguración de la calle. En 1932, durante la Segunda República española, fue rebautizada como calle de Pablo Iglesias en honor al fundador del Partido Socialista Obrero Español, Pablo Iglesias. En 1939, al terminar la Guerra Civil, se recuperó el nombre original.

## Historia
La calle de la Princesa es fruto de un proyecto del ayuntamiento constitucional de 1820-1823. El consistorio diseñó la primera gran transformación urbanística de 'esponjamiento' de la ciudad, todavía amurallada, con la apertura de una calle recta y ancha que conectase La Rambla con el Paseo Nuevo o de la Explanada, frente a la Ciudadela, atravesando la telaraña de callejuelas medievales. Más allá de una medida higienista, el proyecto tenía también un objetivo militar: facilitar el desplazamiento de las tropas desde la fortaleza al centro urbano, de forma más rápida y evitando posibles barricadas.
Fruto de este proyecto, que tardó tres décadas en finalizarse, nació el eje que hoy forman las calles Fernando, Jaime I y Princesa, así como la plaza de San Jaime. La calle de la Princesa fue el último tramo que se abrió del eje transversal. En 1852 el ayuntamiento tuvo que recurrir a un crédito para financiar su construcción y hacer frente a las indemnizaciones, pues la apertura de la calle supuso el derribo total o parcial de docenas de edificios. Algunas callejuelas medievales desaparecieron enteras, como Mill, Ombra, Esgrima y Volta d'en Tatxer; otras calles históricas fueron seccionadas, como Montcada o Flassaders, y otras quedaron cercenadas, como Corretger. El proyecto fue a cargo de los arquitectos Francisco Daniel Molina y Josep Oriol Mestres. La mayoría de los edificios de la calle, que se conservan en la actualidad, fueron construidos entre 1853 y 1870, por lo que mantienen una gran unidad arquitectónica dentro del academicismo romántico.
El 19 de noviembre de 1853 tuvo lugar la ceremonia de inauguración de la calle, y se colocó la primera piedra de un monumento —hoy desaparecido— dedicado a Francisco Javier Castaños, duque de Bailén. La calle Princesa, considerada en ese momento la calle más ancha de la ciudad, fue en sus inicios una travesía señorial y burguesa, formando con Fernando y Jaime I un animado eje comercial.
En 1869 se derribó la fortaleza militar de la Ciudadela y se construyó el recinto de la Exposición Universal de 1888, hoy transformado en Parque de la Ciudadela. La calle Princesa se prolongó con un nuevo tramo, inicialmente bautizado como calle de Cádiz, hasta el nuevo paseo de la Industria (actual paseo de Picasso), que circundaba el recinto ferial. Este nuevo tramo de calle fue urbanizado siguiendo un proyecto de estilo unitario de José Fontseré, quien diseñó un conjunto de edificios porticados. Por el otro extremo de la calle, en 1908 se abrió el primer tramo de la Vía Layetana, que seccionó perpendicularmente el eje Princesa-Jaime I por la plaza del Ángel.

## Edificios

### Tramo original (Vía Layetana - Comercio)
El conjunto de edificios del tramo original de la calle Princesa datan de una misma época, entre los años 1850 y 1880, manteniendo una gran unidad arquitectónica dentro del academicismo romántico. En algunos casos se trata de edificaciones anteriores al siglo XIX, que fueron cercenadas y reconstruidas con una nueva fachada cuando se abrió la calle.
Debido a esta unidad tipológica, la práctica totalidad de edificios gozan de protección patrimonial. Están catalogadas como Bien de Interés Urbanístico las fincas de los números 5 a 51 y 6 a 46 (salvo el 16-18, 22, 24 y 27). El número 1-3, sede de la Cámara de la Propiedad Urbana de Barcelona, tiene la misma protección, aunque es una construcción más contemporánea, de 1923, posterior a la apertura de la Vía Layetana. Este edificio, de estilo de novecentista, es obra de Francesc Ferriol.
Cuatro edificios de este tramo están catalogados como Bien de Interés Local: 
- Palacio Gomis, en el número 16-18, de Miquel Garriga i Roca. Sede del Museo Europeo de Arte Moderno (MEAM).
- Casa Josep Llonch, en el número 22, de Oleguer Vilageliu i Castells.
- Edificio de viviendas, en el número 24, edificación de origen medieval en la esquina con la calle Montcada.
- Edificio de viviendas, en el número 27.

### «Porxos d'en Fontserè»
El conjunto de edificios del tramo entre la calle del Comercio y el paseo de Picasso fueron construidos con motivo de la urbanización de los alrededores del Parque de la Ciudadela, según un proyecto original de Josep Fontserè de 1872. Son edificios de tres pisos y tienen un modelo de fachada unitaria, con bajos porticados, inspirados por los porches de la Casa Xifré, motivo por el cual son conocidos como «Porxos d'en Fontserè». Dentro de este conjunto, protegido como Bien de Interés Local, se incluyen los números 52 a 58 y 53 a 61 de la calle Princesa.